# 教姓
教姓，一個中文姓氏，多分布在中國安徽淮南，台灣，黑龙江，北京，山东蓬莱，辽宁铁岭等地，人数不多。

## 來源
山西省社会科学院家谱研究中心专家認為：1、系出自子姓。春秋时，宋微子之后有教氏。2、佤族姓。

## 外部連結
[在维基数据编辑]
 《欽定古今圖書集成·明倫彙編·氏族典·教姓部》，出自陈梦雷《古今圖書集成》